# Безумцы (фильм, 1973)
«Безумцы» (англ. The Crazies, также известен под названием Code Name: Trixie) — художественный фильм об эпидемии вируса бешенства, снятый Джорджем Ромеро.

## Сюжет
В окрестностях небольшого американского городка Эванс в штате Пенсильвания происходит крушение самолёта, на борту которого находятся образцы вируса, разработанного военными.
После того, как вирус попадает в систему водоснабжения города, начинается эпидемия безумия. Люди сходят с ума, впадают в бешенство, начинают набрасываться друг на друга без разбора.
В город прибывают военные и устанавливают карантин, а всех заразившихся собирают в здании школы. В город прибывает профессор, разработавший вирус, с целью создания вакцины. Тем временем обсуждается вариант уничтожения города атомной бомбой. Из города пытается бежать группа людей: двое пожарных, муж с беременной женой и отец с дочерью.

## В ролях
- Лэйн Кэррол — Джуди, медсестра
- Ричард Либерти — Арти Фултон
- Линн Лаури — Кейт Фултон, дочь Арти
- Нед Шмидтке — сержант Трагессер
- С. Уильям Хинцмен — обезумевший житель города

## Ремейк
- В 2010 году вышел фильм «Безумцы», поставленный режиссёром Брейком Айснером, который является ремейком данной картины.